# René Rumpelmayer
René Rumpelmayer (ur. 3 lutego 1870 w Nicei, zm. 28 stycznia 1915 w Paryżu) – francuski lotnik i baloniarz.

## Życiorys
Ojciec Anton był cukiernikiem, austro-węgierskim poddanym, który zamieszkał we Francji i tam prowadził firmę. René był najstarszym z czterech synów. Uprawiał pływanie, jazdę konną, kolarstwo i wioślarstwo. W Nicei razem z kolegami założył klub wioślarski. Po odbyciu służby wojskowej w kawalerii został przeniesiony do rezerwy do 2 regimentu artylerii górskiej. Z lotami balonem zetknął się w Paryżu. Pierwszy lot odbył w 1909 roku. Szybko uzyskał licencję pilota. Z Maurice Bienaimé pierwszy lot z Paryża do Amberg w Bawarii odbyli w grudniu 1910 roku zdobywając Puchar Roberta. W lutym 1911 roku lecąc z Paryża do Ried w Austrii zdobył pierwszą nagrodę miasta Paryża. 6 listopada 1911 wygrał La Motte-Breuil za 1700-kilometrowy lot balonem Picard do Rosji. W 1912 roku wygrywa zawody o Puchar Gordona Bennetta. Zwycięski balon Le Picard z Maurice Bienaimé i René Rumpelmayerem ustanowił rekord długości lotu lądując w Riazaniu po locie na odległość 2198 km.  Pod koniec 1912 roku wygrał Grand Prix Paryża za lot na odległość 1200 km z Saint-Cloud do Bogozlo (Węgry). W 1913 roku lecąc z panią Goldschmidt w 41 godzin pokonał odległość 2400 km z Saint-Cloud do Voltchy (Rosja).
Podczas I wojny światowej służył w sztabie 2 korpusu angielskiego. Zmarł w Paryżu i został pochowany na cmentarzu Père-Lachaise.